# 윌프레드 애트웰
윌프레드 애트웰(Winifred Atwell, 1910년 2월 27일 또는 4월 27일 또는 1914년 ~ 1983년 2월 28일)은 영국의 여류 피아노 주자. 영연방인 서인도 제도의 트리니다드 토바고 태생. 뉴욕으로 건너가서 브라이로프스키에게 사사하였다. 그 후 영국으로 가서 자선 쇼에 출연하여 각광을 받았다. 1947년부터는 방송, 클럽 등에서 활약하였으며 1952년에 <블랙 앤드 화이트 래그>, 1953년에는 <파티를 합시다>를 밀리언 히트시켰다.